# Джефферсон, Блайнд Лемон
Блайнд Ле́мон Дже́фферсон (англ. Blind Lemon Jefferson, настоящее имя Ле́мон Ге́нри Дже́фферсон англ. Lemon Henry Jefferson; 24 сентября 1893 года, Техас, США — 19 декабря 1929 года, Чикаго) — американский блюзмен и гитарист.

## Биография
Родился 24 сентября 1893 года в местечке Уортхэм (Wortham), в Техасе и был седьмым ребёнком в семье. Частично или полностью ослеп в раннем детстве (или родился слепым). Не имея в силу своего физического недостатка возможности выполнять сельскохозяйственные работы, занимался музыкой. Рано выучился играть на гитаре, и, ещё будучи ребёнком, озвучивал вечеринки и танцы. Позднее, когда начались 1910-е, он уже выступал на улицах Далласа. В Далласе встретил Ледбелли, с которым они начали выступать в дуэте. В 1916 году дуэт распался из-за того что Ледбелли посадили в тюрьму за драку. Уже в 1940-х годах Ледбелли посвятил Джефферсону песню, в которой вспоминал то время. В 1917 году Джефферсон встретился с Ти-Боуном Уокером. Джефферсон обучил его основам блюзовой гитары в обмен на то, что Уокер был его проводником. В 1920—1923 годах проводником Лемона по окрестностям Далласа был Уокер. В начале 1920-х Джефферсон зарабатывал достаточно денег для поддержки жены, и, возможно ребенка. Однако твердых доказательств о его вступлении в брак нет. Стоит отметить что у Лемона были два автомобиля Ford (неслыханная по тем временам роскошь для чернокожего). Джефферсон погиб в 1929 году, замерзнув в метель до смерти.

## Творчество
Хотя Джефферсон известен в большей мере как блюзмен, он исполнял также религиозные гимны, спиричуэлс, уорк-сонгз, народные мелодии Юга. Его вокальный стиль сложился под множеством влияний, но высокий, немного резкий голос его был очень своеобразен. Гитарный стиль Джефферсона интригует своей полифоничностью, сменами фактур и ритмики. Он использовал эффектные арпеджио, повторяющиеся ходы на низких струнах, джазоподобные импровизации, привносившие в его игру особый колорит и энергию. Джефферсон стал одним из первых музыкантов, кто сделал записи своих собственных песен.

## Блюзмены о Джефферсоне
Я до сих пор не могу понять тайну блюзов Джефферсона. Если бы я смог объяснить их притягательность - клянусь, я начал бы играть так же. Что-то особенное в его фразировке - забавное. Двойной ритм. Он мог играть: раз-два-три-четыре, и потом сразу (в два раза быстрее) раз-два-три-четыре, раз-два-три-четыре. И размер оставался тем же — но — в два раза быстрее! И он делал это с такой непринужденной легкостью! Его пластинки я переписал на кассету и всюду вожу собой. Его прикосновение к струнам — уникальное, совершенно другое, чем у остальных гитаристов, и остается таким по сей день. Как я ни старался, как ни пробовал, все пытался — и все же у меня не получалось такое же звучание, как у него. Он был волшебником! А играл всего лишь на простенькой маленькой шестиструнной гитаре с маленькой круглой дырой. Невозможно и представить, с каким удовольствием я бы послушал его. И по-моему, то, как он использовал ритмические фигуры, намного обгоняет его время.B.B. King
Было дело, я водил Слепого Лимона Джефферсона, подыгрывал ему и ходил с кружкой по кругу, водил его от одной пивнушки к другой. Мне нравилось слушать, как он играет. Он так пел — всем до этого далеко было! Он был другом моего отца. На улице люди собирались вокруг него так плотно, что самого его и не видно было.Ти-Боун Уокер